# RPM (jednostka miary)
RPM, rpm, obr./min, r/min, r·min−1 (ang. revolutions per minute), obroty na minutę – jednostka miary częstotliwości obrotu, oznaczająca liczbę pełnych obrotów w ciągu minuty wokół ustalonej osi.
Stosowana jest głównie do wyrażania prędkości obrotowej elementów wirujących różnych maszyn (silniki, turbiny itp.). Jednostka ta jest wykorzystywana w niektórych przypadkach zamiast jednostki układu SI – herca – od której wartość RPM jest dokładnie 60 razy mniejsza (czyli 1 Hz = 60 obr./min czyli 60 RPM, a 1 RPM to 1/min = 1/(60 s) = 1/60 Hz).

## Prędkość obrotowa niektórych obiektów i urządzeń
- 1 RPM - prędkość obrotowa wskazówki sekundowej zegara (1 obrót na minutę)
- 0,016666 – prędkość obrotowa wskazówki minutowej zegara (1/60 godziny)
- 0,000694 – prędkość obrotowa Ziemi wokół własnej osi (jeden dzień w przybliżeniu ⇒ 1/(24 × 60))
- 33 lub 45 – płyta gramofonowa (winylowa)
- 500 – płyta kompaktowa (CD-Audio)
- 500 do 16 000 – płyta CD-ROM
- 400 do 2000 - pralka automatyczna
- 2880 (lub 1440) – typowy silnik elektryczny – asynchroniczny (b.często spotykany np. w przemyśle)
- 900 do 5200 – wentylatory w komputerach
- 15 000 do 20 000 – silnik odkurzacza
- 60 do 18 000 – silnik spalinowy (ogólnie)
- 700 do 2500 – silnik samochodu ciężarowego, autobusu
- 700 do 7000 – silnik samochodu
- 700 do 15 000 – silnik samochodu wyścigowego
- 290 000 – maksymalne obroty turbosprężarki
- 20 do 100 - pompy farb do barwienia poliuretanu (wtryskarka DESMA)
- 500 000 – stomatologiczna wiertarka turbinowa
- 500 000 – żyrokompas